# العلاقات الغامبية الغواتيمالية
العلاقات الغامبية الغواتيمالية هي العلاقات الثنائية التي تجمع بين غامبيا وغواتيمالا.

## مقارنة بين البلدين
هذه مقارنة عامة ومرجعية للدولتين:
| وجه المقارنة                                              | غامبيا       | غواتيمالا       |
| --------------------------------------------------------- | ------------ | --------------- |
| المساحة (كم2)                                             | 11.30 ألف    | 108.89 ألف      |
| عدد السكان (نسمة)                                         | 2.10 مليون   | 17.26 مليون     |
| الكثافة السكانية (ن./كم²)                                 | 185.84       | 158.51          |
| العاصمة                                                   | بانجول       | غواتيمالا       |
| اللغة الرسمية                                             | لغة إنجليزية | اللغة الإسبانية |
| العملة                                                    | دالاسي غامبي | كتزال غواتيمالي |
| الناتج المحلي الإجمالي (بليون دولار)                      | 1.01 مليار   | 75.62 مليار     |
| الناتج المحلي الإجمالي (تعادل القوة الشرائية) بليون دولار | 3.34 مليار   | 126.21 مليار    |
| الناتج المحلي الإجمالي الاسمي للفرد دولار أمريكي          | 471          | 3.90 ألف        |
| الناتج المحلي الإجمالي للفرد دولار أمريكي                 |              | 7.45 ألف        |
| مؤشر التنمية البشرية                                      | 0.441        | 0.627           |
| رمز المكالمات الدولي                                      | +220         | +502            |
| رمز الإنترنت                                              | .gm          | .gt             |
| المنطقة الزمنية                                           | 00           | 00              |

## منظمات دولية مشتركة
يشترك البلدان في عضوية مجموعة من المنظمات الدولية، منها:
| علم المنظمة | اسم المنظمة                               | تاريخ انضمام غامبيا | تاريخ انضمام غواتيمالا |
| ----------- | ----------------------------------------- | ------------------- | ---------------------- |
|             | مؤسسة التنمية الدولية                     | 18 أكتوبر 1967      | 27 أبريل 1961          |
|             | يونسكو                                    | 1 أغسطس 1973        | 2 يناير 1950           |
|             | مؤسسة التمويل الدولية                     | 19 سبتمبر 1983      | 20 يوليو 1956          |
|             | منظمة حظر الأسلحة الكيميائية              | ?                   | ?                      |
|             | الأمم المتحدة                             | 21 سبتمبر 1965      | 21 نوفمبر 1945         |
|             | الاتحاد الدولي للاتصالات                  | 27 مايو 1974        | 10 يوليو 1914          |
|             | منظمة الشرطة الجنائية الدولية             | ?                   | ?                      |
|             | البنك الدولي للإنشاء والتعمير             | 18 أكتوبر 1967      | 28 ديسمبر 1945         |
|             | الاتحاد البريدي العالمي                   | ?                   | ?                      |
|             | المركز الدولي لتسوية المنازعات الاستشارية | 26 يناير 1975       | 20 فبراير 2003         |
|             | وكالة ضمان الاستثمار متعدد الأطراف        | 11 سبتمبر 1992      | 11 يوليو 1996          |
|             | منظمة التجارة العالمية                    | ?                   | ?                      |

## وصلات خارجية
- موقع وزارة الخارجية الغامبية
- موقع وزارة الخارجية الغواتيمالية